# جورج باربي
جورج باربي (بالإنجليزية: George Barbee)‏ هو فارس أمريكي، (ولد في نورفك في المملكة المتحدة 1850  م).